# Paris-Gare-de-Lyon
Paris-Gare-de-Lyon (česky doslovně Paříž Lyonské nádraží) je železniční stanice v Paříži. Hlavová stanice se nachází ve 12. obvodu na Place Louis-Armand. Architektem nádražní budovy, která je zapsaná na seznam historických památek, je Marius Toudoire. Se svými zhruba 83 milióny cestujících ročně (2002) je Gare de Lyon třetí nejrušnější železniční stanicí v Paříži a první co se týče vypravených dálkových vlaků včetně TGV.

## Historie
Nádraží bylo otevřeno 12. srpna 1849 nejprve jako provizorní stavba pro Compagnie du chemin de fer de Paris à Lyon (Železniční společnost z Paříže do Lyonu). Společnost doufala, že získá lepší místo na Place de la Bastille, neboť přidělené staveniště se nacházelo naproti věznici Mazas. Nakonec ale spor nevyhrála a proto bylo nádraží definitivně vybudováno v roce 1855 podle plánů Françoise Alexise Cendriera. Stanice byla postavena na vyvýšeném terénu asi 6–8 m kvůli ochraně před povodněmi na Seině. Měla pět nástupišť, hala byla 220 metrů dlouhá a 42 metry široká. Nádraží bylo poškozeno požárem během bojů za Pařížské komuny a poté obnoveno do původní podoby. Současná nádražní budova byla postavena v letech 1895–1902 podle plánů architekta Maria Toudoira pro železniční společnost Compagnie Paris-Lyon-Méditerranée a zprovozněna u příležitosti světové výstavy 1900. U příležitosti výstavy zde byla zprovozněna i stanice metra.
V roce 1977 bylo otevřeno podzemní nástupiště pro linku RER A a v roce 1995 přibyla linka RER D. Od roku 1981 vyjíždí z nádraží vlaky TGV. V roce 1984 byla fasáda a střechy hlavní budovy a místnosti s freskami zanesena mezi historické památky. V roce 1998 byla otevřena linka 14 pařížského metra.
27. června 1988 došlo v podzemní části nádraží na lince RER D k vážnému železničnímu neštěstí, při kterém přišlo o život 56 osob a 57 bylo zraněno, když vlak bez funkčních brzd narazil na nástupišti do stojícího vlaku.
Při bouři 26. prosince 1999 byly poškozeny hodiny na nádražní věži. Hodinový stroj byl po restaurování zprovozněn 15. února 2005 s původním mechanismem, moderním systémem pohonu a synchronizačním hodinovým signálem.

## Architektura
Zdobená fasáda má délku 100 m a dominantou je 64 metrů vysoká hodinová věž. V době svého dokončení měla stanice 13 nástupišť. V letech 1962–1972 bylo nádraží přestavěno a počet nástupišť se zvýšil na 23.
V nádražní hale jsou znaky měst, kam míří vlaky a fresky s památkami těchto měst.

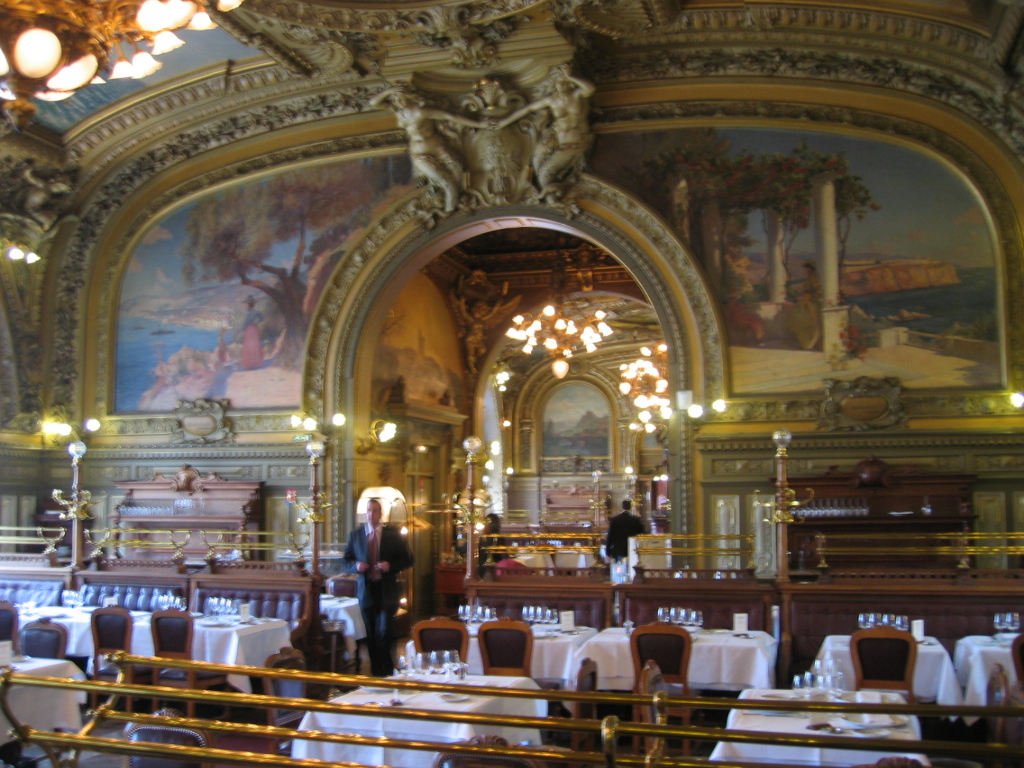
Nádražní restaurace

V prvním patře nádražní budovy se nachází známá restaurace Le Train bleu s monumentální výzdobou ve stylu druhého císařství, kterou rovněž navrhl Marius Toudoire. Uvnitř je 41 maleb s náměty měst a regionů, které tehdejší železniční společnost spojovala. Její interiéry jsou památkově chráněny od roku 1972.

## Spojení
- TGV na jihovýchod Francie a tři sousedící země:
  - Burgundsko: Dijon
  - Rhône-Alpes: Lyon, Grenoble
  - Franche-Comté: Besançon
  - Provence-Alpes-Côte d'Azur: Marseille, Nice a Monako - Ventimiglia
  - Languedoc-Roussillon: Montpellier
  - Švýcarsko: Ženeva, Lausanne a Bern
  - Itálie: Turín a Milán
  - Španělsko: Figueras-Vilafant (přestup do Barcelony)
- Hlavní linky Corail Téoz: Nevers, Moulins a Clermont-Ferrand
- TER Bourgogne: Dijon, Auxerre a pohoří Morvan (Clamecy, Corbigny)
- Transilien linka R: směr Montargis (Loiret) přes Moret-sur-Loing (Seine-et-Marne) a směr Montereau přes Moret-sur-Loing nebo Héricy (Seine-et-Marne)

V podzemí je možné přestoupit na linky RER A a RER D a dále na linky 1 a 14 pařížského metra.